# Ses Roques Llises
Ses Roques Llises (deutsch „die glatten Felsen“) ist eine um 1900 v. Chr., zwischen der Kupfer- und Bronzezeit, errichtete Megalithanlage in der Nähe von Torre d’en Galmés auf der spanischen Baleareninsel Menorca.

## Beschreibung

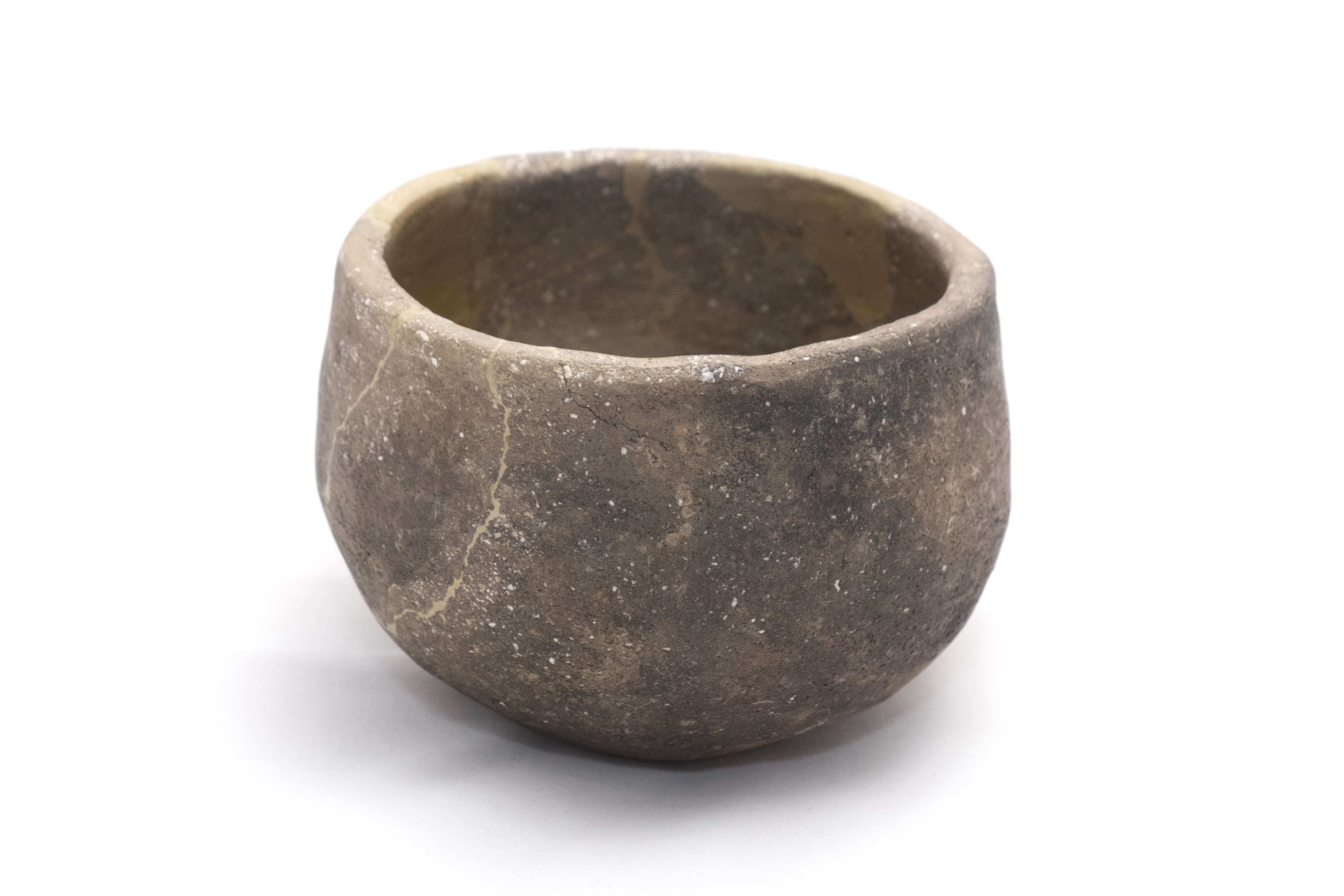
Keramikfund von Ses Roques Llises, Museu de Menorca

Die rechteckige Kammer von 3,4 m Länge und 1,8 m Breite besteht aus sechs Platten. Der Zugang zur Kammer erfolgt von Südwesten durch ein ovales Seelenloch, eine Öffnung (Höhe 0,60 m, Breite 0,50 m) in der Fassade. Die Kammer war ursprünglich von einem ovalen halbkugelförmigen Hügel (Tumulus) aus Steinen und Erde bedeckt, von dem Reste (Länge 7,2 m, Breite 4,3 m) erhalten sind. Nur eine der vier Steinplatten, die die Kammer bedeckten, fehlt. Die anderen drei sind zerbrochen und in die Kammer gestürzt.
Die auch als Dolmen bezeichneten vier Anlagen von Menorca mit Seelenloch haben eine gewisse Ähnlichkeit mit sardischen Tomba dei Giganti. Neben Ses Roques Llises, dem am besten erhaltenen Dolmen auf den Balearen, kennt man auf Menorca die Dolmen von Montpler, Alcaidús d’en Fàbregues und Binidalinet, der im Wesentlichen durch sein Seelenloch überliefert ist.
Zu den Funden der Grabung von 1974 durch Lluís Plantalamor Massanet gehören neben Keramikscherben die kupferne Spitze eines Dolchs, Pfeils oder Speers, zwei Wetzsteine und V-förmig durchbohrte Knöpfe aus Knochen.
Ses Roques Llises befindet sich in unmittelbarer Nähe von Na Comerma de Sa Garita.

## Denkmalschutz
Der Dolmen von Ses Roques Llises wurde 1966 zum historischen Denkmal erklärt. Die heutige Registriernummer als Kulturgut (Bien de Interés Cultural) ist RI-51-0003571.

## Weltkulturerbe
Ses Roques Llises gehört zu den 24 archäologischen Stätten, die seit 2023 als „Talayotisches Menorca“ zum Weltkulturerbe zählen.